# Annie Le Brun
Annie Le Brun (Rennes, 15 de agosto de 1942-29 de julio de 2024) fue una escritora, poeta y crítica literaria francesa. 

## Biografía
Annie Le Brun conoce a André Breton en 1963 y toma parte en la actividad del movimiento surrealista hasta 1969, año en que se autodisuelve el grupo. 
En 1972, Annie Le Brun comienza otra actividad colectiva alrededor de la editorial Maintenant fundada por Pierre Peuchmaurd, con el poeta y dramaturgo Radovan Ivsic, y también con  Georges Goldfayn, Gérard Legrand y la pintora Toyen. Esta última había ilustrado su libro Sur le champ.
En 1977, con el texto Lâchez tout, y en 1988 con Vagit-prop, Annie Le Brun critica la reaparición «insidiosa del moralismo y de la necedad que caracterizan el punto de vista feminista militante sobre la sexualidad bajo el amparo de una investigación objetiva». Le Brun apunta especialmente en dirección del libro de Évelyne Sullerot Le Fait féminin (Fayard, 1978) y al de Marie-Françoise Hans y Gilles Lapouge Les Femmes, la pornographie, l'érotisme (Éd. du Seuil, 1978). Le Brun escribe lo siguiente: «Moralismo y necedad que, lejos de ser inherentes a la palabra femenina, surgen cuando se quiere cargar toda la criminalidad sobre el otro sexo [...] Es lamentable escuchar hoy en todas partes, como si fuese un hecho establecido, que no hay mujeres voyeuristas, que no hay mujeres sádicas, y sobre todo, ya que es el ABC de la ceguera neofeminista, que la mirada es una función fálica»
En 1982, con Les Châteaux de la subversion, Annie Le Brun analiza la novela gótica y la novela negra fantástica.
Convertida en especialista de Sade, desde su encuentro con el editor Jean-Jacques Pauvert en 1977, Le Brun redacta un prefacio a la edición completa de las obras de Sade. Este prefacio es reeditado en un volumen separado bajo el título Soudain un bloc d'abîme, Sade (1986). En 1989, organiza la exposición Petits et grands théâtres du marquis de Sade.
Annie Le Brun también ha escrito sobre Aimé Césaire, Alfred Jarry y Raymond Roussel.
En 1990, en un posfacio de Le Surmâle de Alfred Jarry, escribe: «Me interrogo sobre el funcionamiento a sentido único de un pensamiento sobre el amor, que supuestamente debería dar cuenta de los movimientos del uno y del otro y que, por consiguiente, en lugar de desarrollarse en instrumento de conocimiento, queda fijado en sistema de representación. Y comprendo mejor la increíble fortuna del mito de las «máquinas solteras» que, bajo alusiones modernistas y antilíricas, sin tener el rigor de Duchamp, continúan de disimular lo que es una carencia del pensamiento occidental. En el lado opuesto, solo, se encuentra Jarry con la abrumadora propuesta del Surmâle ("Sobremacho") donde, por primera vez, el hombre y la mujer parecen ir igualmente (y evito decir "juntos") al encuentro de su enigma».
En 1996, escribe el prefacio del manifiesto de Theodore Kaczynski contra la sociedad industrial. 
En 2000, con De l'éperdu, evoca otra vez a grandes figuras literarias, como símbolos de la libertad y, con Du trop de réalité, recuerda la necesidad de la utopía y del sueño, sin minusvalorar la lucidez sin concesiones. 
En 2013, Annie Le Brun participa en el documentario Naked War, acerca del movimiento Femen, emitido en la cadena LCP el 3 de abril de 2014·.
En 2014, organiza la exposición "SADE. Attaquer le Soleil" Musée d'Orsay (14 de octubre de 2014 - 25 de enero de 2015). 
En 2015, Valérie Minetto le consagró un documentario, L'Échappée, à la poursuite d'Annie Le Brun.
En su ensayo de 2018 Lo que no tiene precio, subtitulado Beauté, laideur et politique, Le Brun denuncia la complicidad entre finanza y cultura, «seducciones del totalitarismo mercantil», mercantilización del mundo y de buena parte del arte contemporáneo que «nos hacen asistir a esa grandiosa transmutación del arte en mercancía y de la mercancía en arte.» Annie Le Brun ataca ese «deterioro del mundo», tanto estético como político, llevado a cabo por el arte contemporáneo que bajo cubierto de una estetización del mundo no es en realidad otra cosa que una exacerbación de la estética de la mercancía, un «capitalismo artista» que tiende a hacernos olvidar lo esencial, es decir, el enigma de la belleza, la diversidad y lo ilimitado de las pasiones, la singularidad de nuestra sensibilidad, nuestra libertad, lo que Le Brun designa como «la búsqueda apasionada de lo que no tiene precio».
Mientras que su obra incita a mirar «más allá y de otra forma», a desertar los papeles que la sociedad atribuye a cada uno, Annie Le Brun ocupa una posición – crítica, política, poética – en margen de todo, fuera de todo. Como compañeros de lucha en su insurrección permanente, tan sólo reconoce a la Encyclopédie des Nuisances (Jaime Semprun, René Riesel o Jean-Marc Mandosio), que intenta articular una crítica social en sintonía con George Orwell, Guy Debord o Günther Anders.
En sus ensayos, en su discurso crítico y en su revuelta en general, Annie Le Brun se mantiene fiel al surrealismo. «La novedad del surrealismo es de subvertir completamente la relación del pensamiento con el amor, que ya no es tema sino fin en sí mismo. “Reduciremos el arte a su expresión más simple que es el amor”, escribe Breton en Poisson soluble. Todo está dicho.»

## Obras

### En español
- Lo que no tiene precio, Cabaret Voltaire, 2019.

### En francés
Poesía
- Sur-le-champ, 1967, Éditions surréalistes, illustré par Toyen.
- Les mots font l’amour, 1970, Éric Losfeld, citations surréalistes.
- Les Pâles et Fiévreux Après-midi des villes, 1972, éditions Maintenant.
- La Traversée des Alpes, 1972, éditions Maintenant, avec Fabio De Sanctis et Radovan Ivsic.
- Tout près les nomades, 1972, éditions Maintenant.
- Les Écureuils de l’orage, 1974, éditions Maintenant.
- Annulaire de lune, 1977, éditions Maintenant, illustré par Toyen.
- Ombre pour ombre, recueil des ouvrages précédents, Gallimard, 2004.

Ensayos
- L'Humour noir, dans Entretiens sur le surréalisme, 1968, Mouton.
- Lâchez tout, 1977, Le Sagittaire.
- Les Châteaux de la subversion, 1982, Jean-Jacques Pauvert et Garnier-Frères, Paris.
- Le Sentiment de la nature à la fin du XXe siècle, 1982, éd. Atelier, avec des photographies de Petar Dabac.
- À distance, 1984, Jean-Jacques Pauvert aux éd. Carrère, Paris.
- Soudain un bloc d'abîme, Sade, 1986, Jean-Jacques Pauvert, Paris.
- Appel d’air, 1988, Plon, Paris, réflexion sur la poésie ; rééd. 2011, Verdier/poche, Paris.
- Sade, aller et détours, 1989, Plon, Paris.
- Petits et grands théâtres du Marquis de Sade s/d Annie Le Brun, Paris Art Center, 1989.
- Vagit-prop, Lâchez tout et autres textes, 1990, éd. Ramsay/Jean-Jacques Pauvert, Paris ; rééd. 2010, Éditions du Sandre, Paris.
- Comme c'est petit un éléphant, 1990, éd. Ramsay/Jean-Jacques Pauvert, Paris, postface au «Surmâle» d'Alfred Jarry.
- Qui vive. Considérations actuelles sur l'inactualité du surréalisme, 1990, Ramsay/Jean-Jacques Pauvert, Paris.
- Perspective dépravée, 1991, La Lettre volée, Bruxelles ; rééd. 2011, éditions du Sandre, Paris.
- Surréalisme et subversion poétique, 1991, University Lecture Series, Stanford.
- Les Assassins et leurs miroirs. Réflexion à propos de la catastrophe yougoslave, 1993, Jean-Jacques Pauvert / éd. Terrain Vague, Paris.
- Pour Aimé Césaire, 1994, Jean-Michel Place, Paris.
- Vingt Mille Lieues sous les mots, Raymond Roussel, 1994, Jean-Jacques Pauvert, Paris.
- De l'inanité de la littérature, 1994, Les Belles Lettres, Paris, recueil de textes critiques.
- Statue cou coupé, 1996, Jean-Michel Place, Paris, dans le débat à propos de négritude et créolité.
- Jean Benoît, 1996, Filippachi, Paris, monographie.
- De l'éperdu, 2000, Stock, Paris ; rééd. 2005, Gallimard, "Folio essais", Paris.
- Du trop de réalité, 2000, Stock, Paris ; rééd. 2004, Gallimard, "Folio essais", Paris.
- On n’enchaîne pas les volcans, 2006, Gallimard, Paris.
- Les Châteaux de la subversion, suivi de Soudain un bloc d'abîme, Sade, rééd. 2010, Gallimard, "Tel", Paris.
- Si rien avait une forme, ce serait cela, 2010, Gallimard, Paris.[10]
- Ailleurs et autrement, 2011, Gallimard, Paris.
- Perspective dépravée. Entre catastrophe réelle et catastrophe imaginaire, 2011, éditions du Sandre, Paris.
- Les Arcs-en-ciel du noir : Victor Hugo, 2012, Gallimard, Paris.
- Cibles, avec Gilbert Titeux, 2013, Gallimard - Le Promeneur, Paris.
- L’Ange du bizarre. Le Romantisme noir : de Goya à Max Ernst (collectif), avec Felix Krämer, Johannes Grave, Hubertus Kohle, 2013, Musée d'Orsay - Hatje Cantz Verlag, Ostfildern.
- Sade : attaquer le soleil, 2014, Gallimard, Paris.
- Radovan Ivsic et la forêt insoumise, 2015, Coédition Gallimard/Musée d'art contemporain de Zagreb
- Ce qui n'a pas de prix. Beauté, laideur et politique, 2018, Stock. Traducido en español en 2019.

Antología
- Vincent Gille (éd.), Si vous aimez l'amour... Anthologie amoureuse du surréalisme, 2001, Syllepse.

Correspondencia
- Guy Debord, Correspondance, volume 7, Fayard, 2008. Las cartas de Guy Debord a  Annie Le Brun están recopiladas en este volumen.